# Девушка в картинной рамке
«Девушка в картинной рамке» (пол. Dziewczyna w ramie obrazu), или «Еврейская невеста» (пол. Żydowska narzeczona) — картина в стиле барокко нидерландского художника Рембрандта, на которой в пустой картинной раме изображена девушка в наряде, стилизованном под старинное платье. Полотно написано в 1641 году и представляет собой живопись маслом на тополиной доске размером 105,5×76 см. В настоящее время хранится в Королевском замке в Варшаве.

## История
Картина «Девушка в картинной рамке» с 1769 года также известна под названием «Еврейская невеста». В XVII веке несколько других работ Рембрандта, изображающих женщин с длинными распущенными волосами, получили такое же название. В соответствии с еврейской традицией, невеста подписывала брачный контракт со своим женихом ещё до свадьбы.
В 1777 году король Станислав Август Понятовский приобрёл полотно, вместе с картиной «Учёный за рабочим столом», из собрания графини Марии Головкиной, дочери графа Фридриха Пауля фон Камеке, через торговца произведениями искусства Якуба Трибела. Первоначально монарх выставил обе картины в Лазенковском дворце в Варшаве. После его смерти полотна перешли во владение к Юзефу Понятовскому, который в 1813 году завещал их своей сестре Марии Терезе Понятовской. В 1815 году полотна приобрёл Казимеж Ржевский, который подарил их своей дочери Людвике Ржевской, сочетавшейся браком с Антонием Лянцкоронским. В 1902 году граф Кароль Лянцкоронский, выставил картину во дворце в Вене, вместе с другими полотнами из семейной коллекции эпохи Возрождения и барокко. Во время аннексии Австрии нацисты отобрали коллекцию у её владельца, но в 1947 году собрание вернули Лянцкоронским, которые поместили его в банк в Швейцарии. В 1994 году «Девушка в картинной рамке» Рембрандта, представленная на выставке семейной коллекции Лянцкоронских в Королевском замке в Варшаве, была передана в дар этому замку Каролиной Лянцкорнской.
Полотно вместе с картиной «Учёный у кафедры» было тщательно исследовано под руководством Эрнста ван де Ветеринга, который в феврале 2006 года подтвердил, что оба произведения были написаны Рембрандтом. Затем картины были выставлены в доме-музее Рембрандта в Амстердаме и картинной галерее в Берлине в рамках выставки «Рембрандт. Поиски гения», посвященной четырёхсотлетию со дня рождения художника.

## Описание
На картине представлено поясное в фас изображение девушки в обрамлении фальшивой картинной рамки. На полотне видны только нижняя и правая части обрамления. Девушка держится за нижнюю часть рамки обеими руками. На ней тёмно-красное бархатное платье, чёрная шляпа и жемчужные серьги грушевидной формы. Её наряд не связан со временем создания картины. Подобные наряды на полотнах той эпохи рассматривались, как древние и указывали на мифическое, историческое, ориентальное или библейское происхождение модели. Рембрандт часто изображал фигуры, одетые таким образом, как в своих картинах маслом, так и в офортах. Изображение не является портретом; это трони — этюд с изображением модели по грудь или по пояс. Вначале Рембрандт планировал написать на холсте сидящую женщину, с лёгким поворотом налево, одетую по моде того времени с рафом на шее и в небольшом капоте. Однако портрет женщины в капоте не был завершен, и живописец повторно использовал холст, на котором изобразил девушку.
Эрнст ван де Ветеринг говорит о картине, как о примере тромплёй, характерным для творчества Рембрандта конца 1630-х — начала 1640-х годов. По мнению искусствоведа, полотно является образцом поиска живописцем новых способов изображения движения. Ветеринг рассматривает «Девушку в картинной рамке» в качестве одной из немногих работ Рембрандта и даже возможного прототипа, демонстрирующих недолговечное увлечение живописца такими вопросами.
Движение на полотне угадывается лёгким отводом правой руки девушки и расположением этой руки в слегка подвешенном состоянии над краем фальшивой картинной рамки. Жемчужная серьга в правом ухе модели и ткань правого рукава также изображают движение. Иллюзия разрушения обычного изобразительного пространства создана автором через изображение модели в рамке с вытянутыми за неё обеими руками.
С мая 2005 по март 2006 года полотно находилось на реставрации в отделе консервации Королевского замка в Варшаве. Во время реставрационных работ с холста удалили перекраску, а там, где это оказалось невозможным из-за повреждения исходного слоя краски, она была сведена к минимуму. Следы исходного состава были обнаружены рентгеновским излучением до реставрационных работ. Оригинальная кисть, заметная в текстуре картины, стала видна на груди и правом рукаве после удаления закрашенных фрагментов.